# 모원재
모원재(摹遠齋)은 대한민국 충청남도 계룡시에 있는, 김국광(1415∼1480) 선생의 사당이다. 1989년 4월 20일 충청남도의 문화재자료 제308호로 지정되었다.

## 개요
김국광(1415∼1480) 선생의 사당이다.
김국광은 세종 23년(1441) 문과에 급제하여 벼슬길에 올랐고 세조의 즉위를 도와 두터운 신임을 얻게 되었다. 『경국대전』편찬에 적극적으로 참여하였으며 벼슬이 병조판서를 거쳐 우의정과 좌의정에 이르렀다.
인조 원년(1623)에 지은 모원재는 앞면 4칸·옆면 3칸 규모이며, 지붕은 옆면에서 볼 때 여덟 팔(八)자 모양인 팔작지붕이다.

## 같이 보기
- 김국광

## 참고 문헌
- 모원재 - 국가유산청 국가유산포털